# 中华蹄盖蕨
中华蹄盖蕨（学名：Athyrium sinense）为蹄盖蕨科蹄盖蕨属下的一个种。生于杂木林中和道旁。